# Wittlinger Bach
Der Wittlinger Bach ist ein etwa 1,8 Kilometer langer rechter Zufluss der oberen Erms im Landkreis Reutlingen in Baden-Württemberg.

## Geographie

### Verlauf
Der Wittlinger Bach entspringt im Gewann Ried im Bad Uracher Stadtteil Wittlingen am Ende des Rulamanwegs auf etwa 662 m ü. NHN. von dort fließt er in westliche Richtung durch ein schluchtartiges Tal, das Föhrental und auf einem Abschnitt auch Wolfsschlucht genannt wird. Das bewaldete Tal ist tief in den anstehenden Oberen Massenkalk des Weißen Juras eingeschnitten und zeichnet sich durch zahlreiche Felsformationen aus. Das Tal öffnet sich unterhalb der Ruine Hohenwittlingen. Dort unterquert der Bach die Bundesstraße 465 und mündet kurz darauf auf etwa 505 m ü. NHN von rechts in die mittlere Erms.

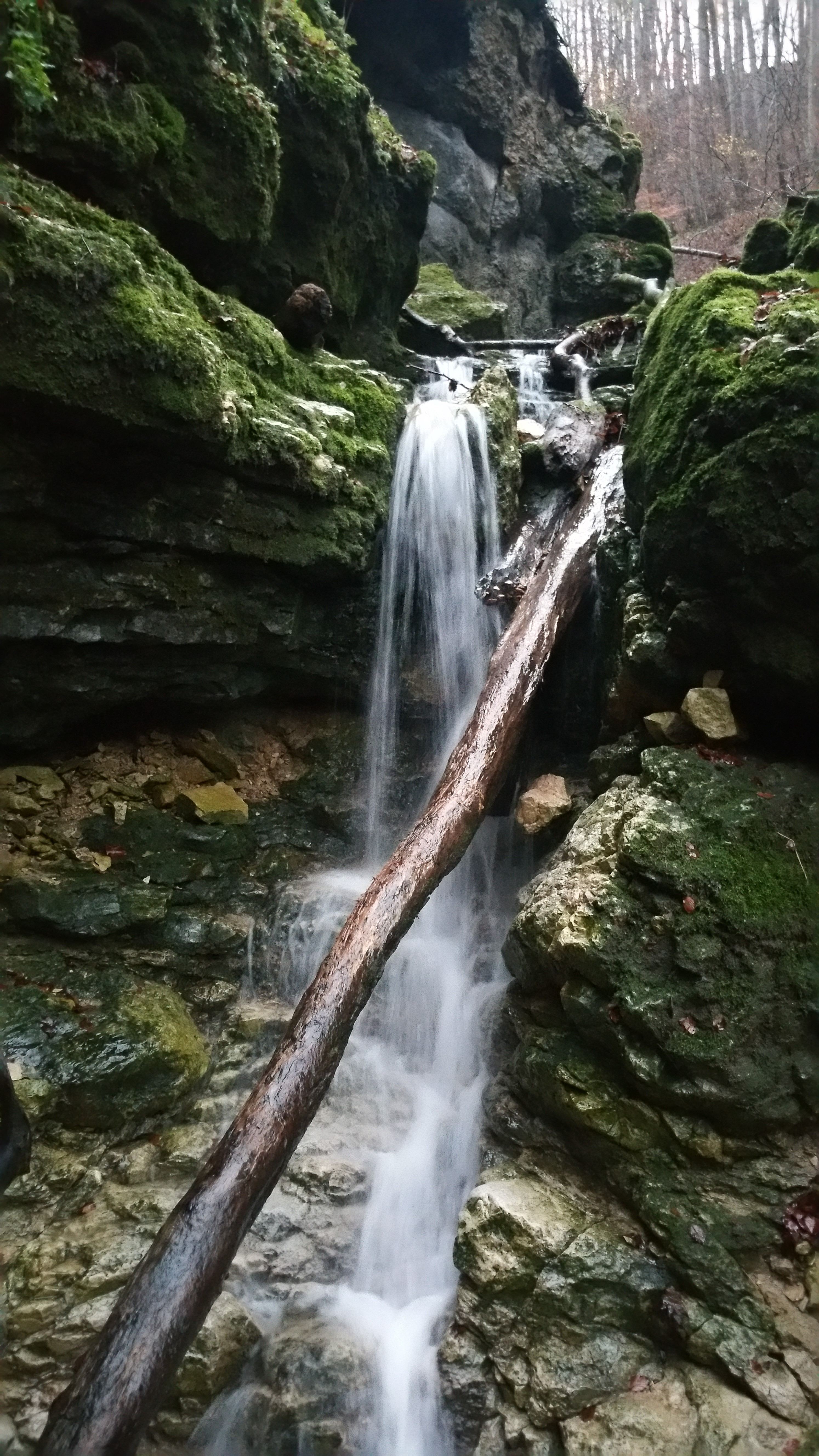

Der Wittlinger Bach mündet nach einem 1,8 km langen Lauf mit mittlerem Sohlgefälle von etwa 87 ‰ ungefähr 157 Höhenmeter unter seiner Quelle.

### Schutzgebiete
Das Tal des Wittlinger Bachs liegt im FFH-Gebiet Uracher Talspinne und im Vogelschutzgebiet Mittlere Schwäbische Alb und ist damit Bestandteil des europäischen Schutzgebietsnetzes Natura 2000. Die Wolfsschlucht ist als Landschaftsschutzgebiet ausgewiesen. Außerdem fließt der Bach durch die Pflegezone des Biosphärengebiets Schwäbische Alb.

### LUBW
Amtliche Online-Gewässerkarte mit passendem Ausschnitt und den hier benutzten Layern: Lauf und Einzugsgebiet des Wittlinger Bachs

Allgemeiner Einstieg ohne Voreinstellungen und Layer: Daten- und Kartendienst der Landesanstalt für Umwelt Baden-Württemberg (LUBW) (Hinweise)
1. 1 2  Höhe ermittelt über WPS-Prozess (Geländehöhe).
2. ↑  Länge nach dem Layer Gewässernetz (AWGN).
3. ↑  Einzugsgebiet abgemessen auf dem Hintergrundlayer Topographische Karte.